# Parastacilla torus
Parastacilla torus là một loài chân đều trong họ Arcturidae. Loài này được King miêu tả khoa học năm 2000.